# マルハラ果樹園
マルハラ果樹園（まるはらかじゅえん）は、福島県二本松市の観光果樹園。リンゴ、サクランボ、ブドウの栽培から販売までを行っている。竹を高温の植栽機ですり潰しパウダー状にした後、有機質肥料として果樹に散布するバイケミクリーン農法を実践。。また、アファス認証センターの減農特別栽培認定事業者として、りんごの減農薬栽培に取り組んでいる。同様に福島県エコファーマーとして。さくらんぼの減農栽培も実施している。マルハラ果樹園の所在地である阿武隈高原羽山地区は標高450mから550mの高地にある為、昼と夜の寒暖差が大きく果物栽培に最適の気候である。羽山地区は羽山りんごの生産地としてりんご農家で構成する羽山果樹組合がある。マルハラ果樹園も組合構成員である。

## 歴史
1945年（昭和20年）終戦直後にそれまで養蚕業を営んでいた武藤　嘉がりんごの木を植樹したのが始まりである。戦時中は食糧難であった為、近隣小学校からの要望があり、嘉は自家所有の森林を無償で提供した。その土地を学童自らが開墾し、芋などの作物を栽培していた。およそ1ヘクタール程の土地は戦争終結と共に小学校から返還され、耕された畑だけが残った。思考した結果、嘉は衰退しつつあった養蚕業に代わる新しい産業として返還された畑にて果樹栽培を始めた。南西向きの斜面の土地は日当たりが良いことと、水はけが良いことから果樹栽培に向いていると直感したという。翌年には他2軒の農家も加わり、羽山地区でのりんご栽培の基礎を築いていった。当時は国光や紅玉などを主に栽培。寒冷の土地柄も加わり次第に品質の良いりんごが収穫できるようになっていった。後に武藤　嘉は功績が認められ昭和44年秋の叙勲にて黄綬褒章。を授与された。